# Karl Guden
Karl Julius Ludwig Guden (* 2. April 1833 in Wrisbergholzen; † 2. Januar 1912 in Hannover) war ein deutscher lutherischer Geistlicher und zuletzt Generalsuperintendent der Generaldiözese Göttingen.

## Leben
Guden studierte in Göttingen Theologie und war Mitglied der alten Burschenschaft Alemannia. Im Wintersemester 1895/96 erhielt er das Ehrenband der 1880 gegründeten "neuen" Burschenschaft Alemannia.
Guden wurde am 10. Dezember 1862 ordiniert und war zunächst Kooperator, dann Pastor in Limmer, später Superintendent der Inspektion Uslar und ab 1880 Generalsuperintendent für die vereinigten Generaldiözesen Göttingen und Grubenhagen und auf dem Harz. Am 14. April 1890 wurde er ordentliches Mitglied des Landeskonsistoriums in Hannover. Mit dem 1. April 1910 trat er in den Ruhestand.

## Archiv
- Nachlass im Landeskirchlichen Archiv Hannover